# Spinifex littoreus
Spinifex littoreus là một loài thực vật có hoa trong họ Hòa thảo. Loài này được (Burm.f.) Merr. miêu tả khoa học đầu tiên năm 1912.